# Ludicrous: The Unvarnished Story of Tesla Motors
A Ludicrous: The Unvarnished Story of Tesla Motors (magyar nyelven: Nevetséges: A Tesla Motors kendőzetlen története) Edward Niedermeyer 2019-ben megjelent, a Tesla Motorsról szóló tényirodalmi könyve. A könyv a Tesla Motors (2017-től „Tesla, Inc.”) megalakulását követi nyomon, valamint a vállalat első tizenöt évének epizódjait és ellentmondásait Elon Musk vezetésével. Ebben Niedermeyer eredeti kutatásokat, névtelen bennfentes beszámolókat és iparági elemzéseket használ, hogy feltárja "a Tesla kísérletét arra, hogy a Szilícium-völgyi arroganciát egyesítse az autóipari szabványokkal." A Wall Street Journal megjegyezte, hogy a könyv forrásai "Musk úrtól való félelmükben nem voltak hajlandóak idézni." A könyv tartalmának jelentős részét a Tesla rajongói és szkeptikusai között folyó "konfrontáció" kulturális beszámolójának szenteli.

## Kritikák

### Forbes
A Forbes azt írta, hogy "a Ludicrous izgalmas olvasmány mindazok számára, akiket érdekel, hogyan nőhet ki egy autógyártó egy ötletből, és hogyan bukhat meg az út során. Mindenki számára, aki közvetlenül részt vesz a Teslánál, vagy aki a kerítésen kívülről figyeli, az elmúlt évtized minden bizonnyal érdekes időszak volt.".

### LA Times
A LA Times kritikusa megjegyezte: "Niedermeyer... mély megértéssel rendelkezik arról, hogyan működik (és gyakran nem működik) az autóipar. Jó helyzetben van ahhoz, hogy felmérje Musk gyarlóságait, miközben a Tesla azzal küzd, hogy bebizonyítsa, hogy képes fenntartható nyereséget elérni, miután 16 évig a hitelezők és befektetők által felvett készpénzből élt, anélkül, hogy a befektetett tőke megtérülését fel tudta volna mutatni.".

### Wall Street Journal
A Wall Street Journal kritikájában némi szkepticizmusnak adott hangot a céggel kapcsolatos kritikákat ellátó, megnevezett források hiánya miatt: "Talán ezek az információk szilárdak. De azok az emberek, akiket nem azonosítottak, nem panaszkodhatnak arra, hogy rosszul idézték őket". A kritika így folytatja: "A könyv akkor éri el a csúcspontját, amikor a szerző részletezi Musk úr kísérleteit az autók építésének forradalmasítására.".